# Staatliches Museum Schwerin

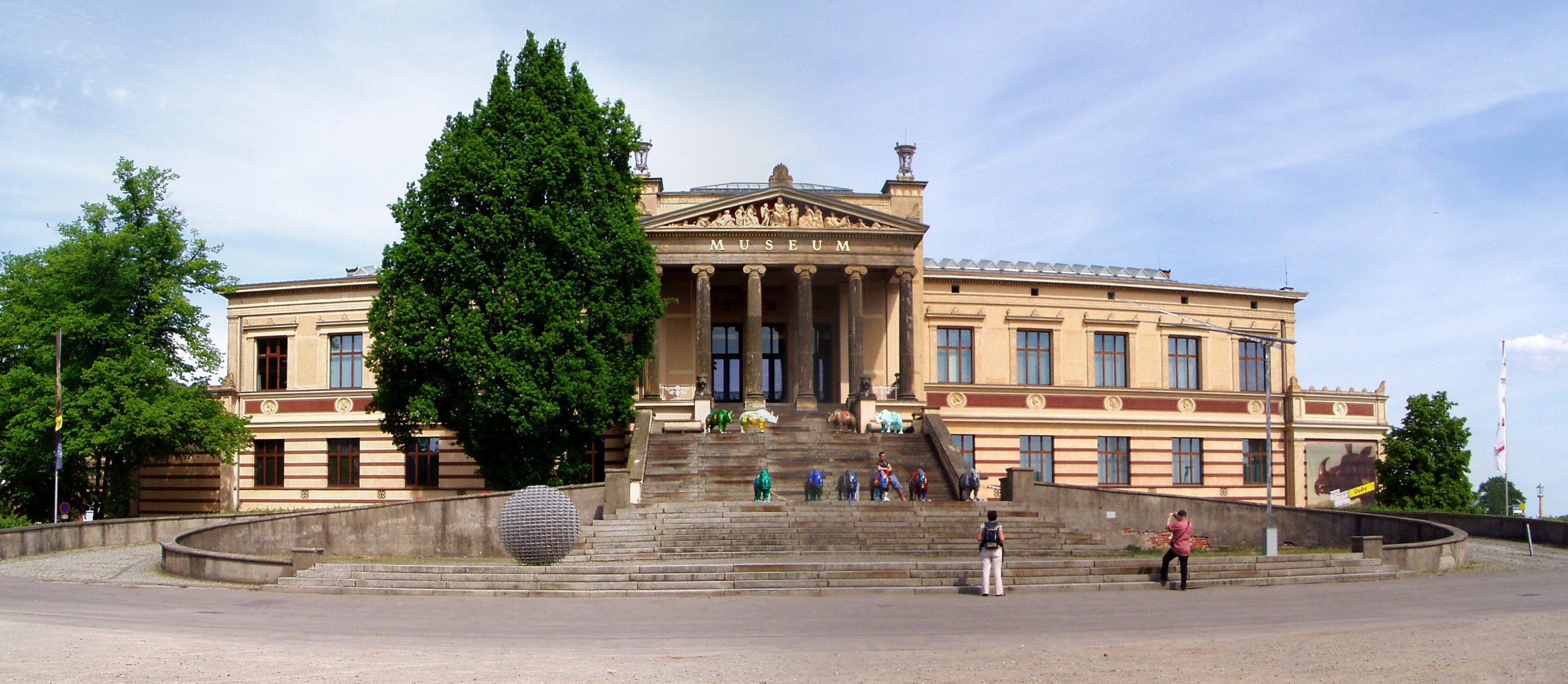
Le Staatliche Museum Schwerin construit en 1882.

Le Staatliches Museum Schwerin (musée d'État de Schwerin) est un musée situé à Schwerin en Allemagne. Il a été fondé par le grand-duc Frédéric-François II de Mecklembourg-Schwerin en 1882 dans un bâtiment spécialement construit à cet effet sous le nom de Staatsgalerie près du théâtre de Schwerin (de). Des collections appartenant au musée sont aussi exposées au château de Güstrow (de) et au château de Ludwigslust.

## Collections
Ses collections médiévales sont réputées, comme l'autel de Neustädt. Le musée est aussi fameux pour ses peintures flamandes du XVIIe siècle et ses porcelaines de Fürstenberg. Le Staatliches Museum Schwerin possède l'une des plus importantes collections animalières de Jean-Baptiste Oudry (1686-1755) achetée par les ducs de Mecklembourg-Schwerin et quatre-vingt-dix œuvres de Marcel Duchamp, une des plus importantes collections d'Europe concernant cet artiste dadaïste.

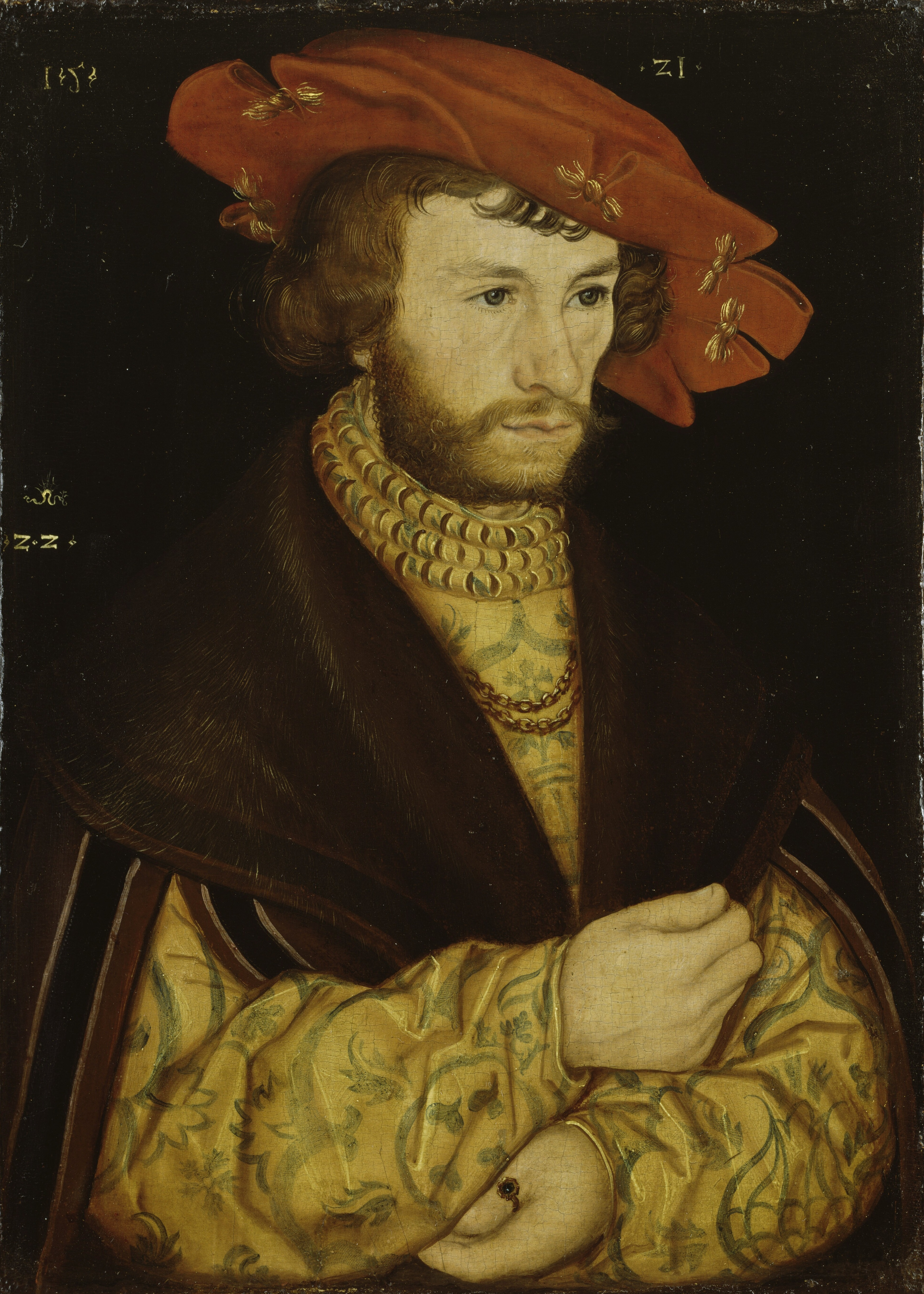
Lucas Cranach l'Ancien : Portrait d'un jeune homme au chapeau, 1521
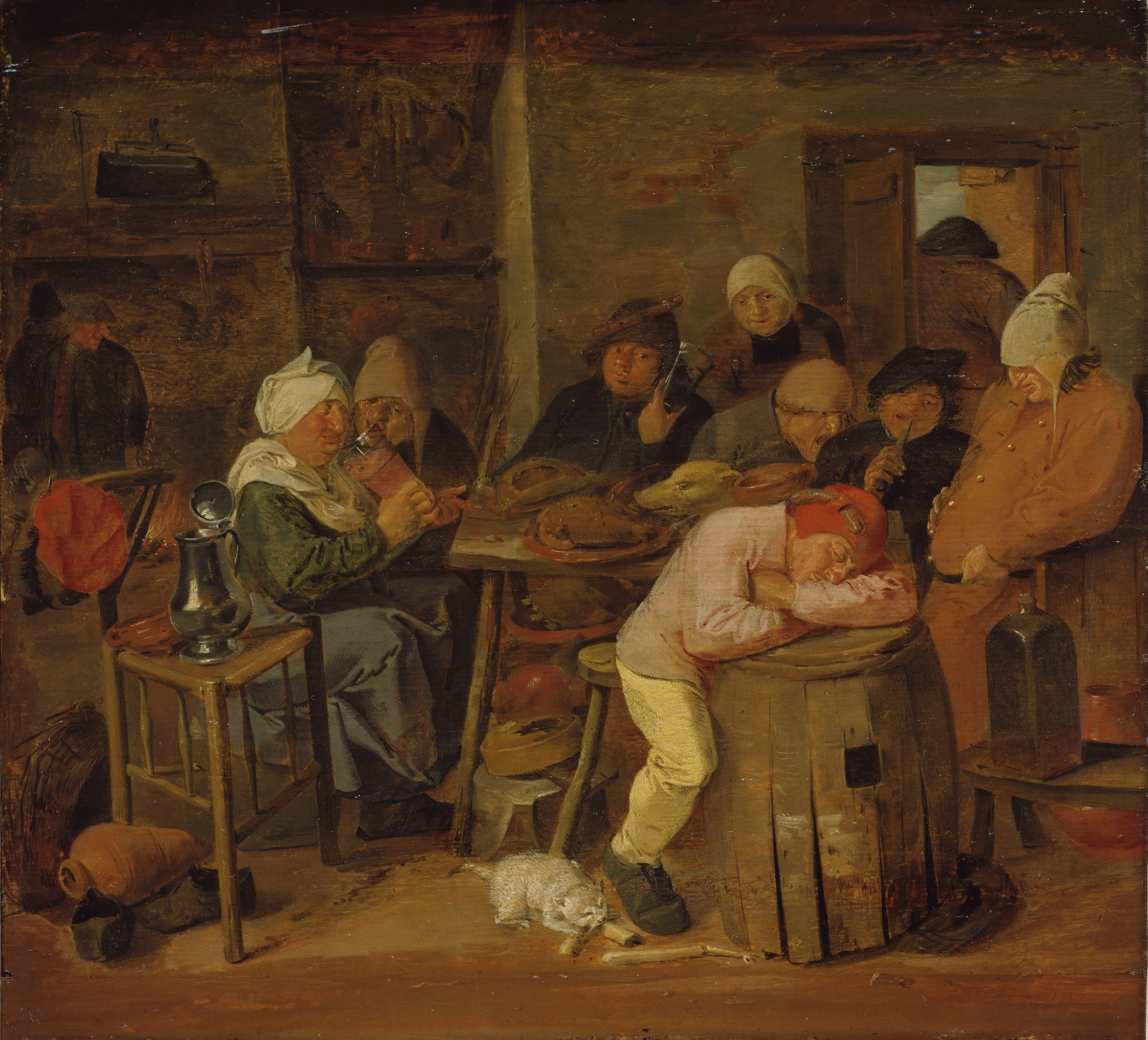
Adriaen Brouwer : Saint Cochon, vers 1630-1640
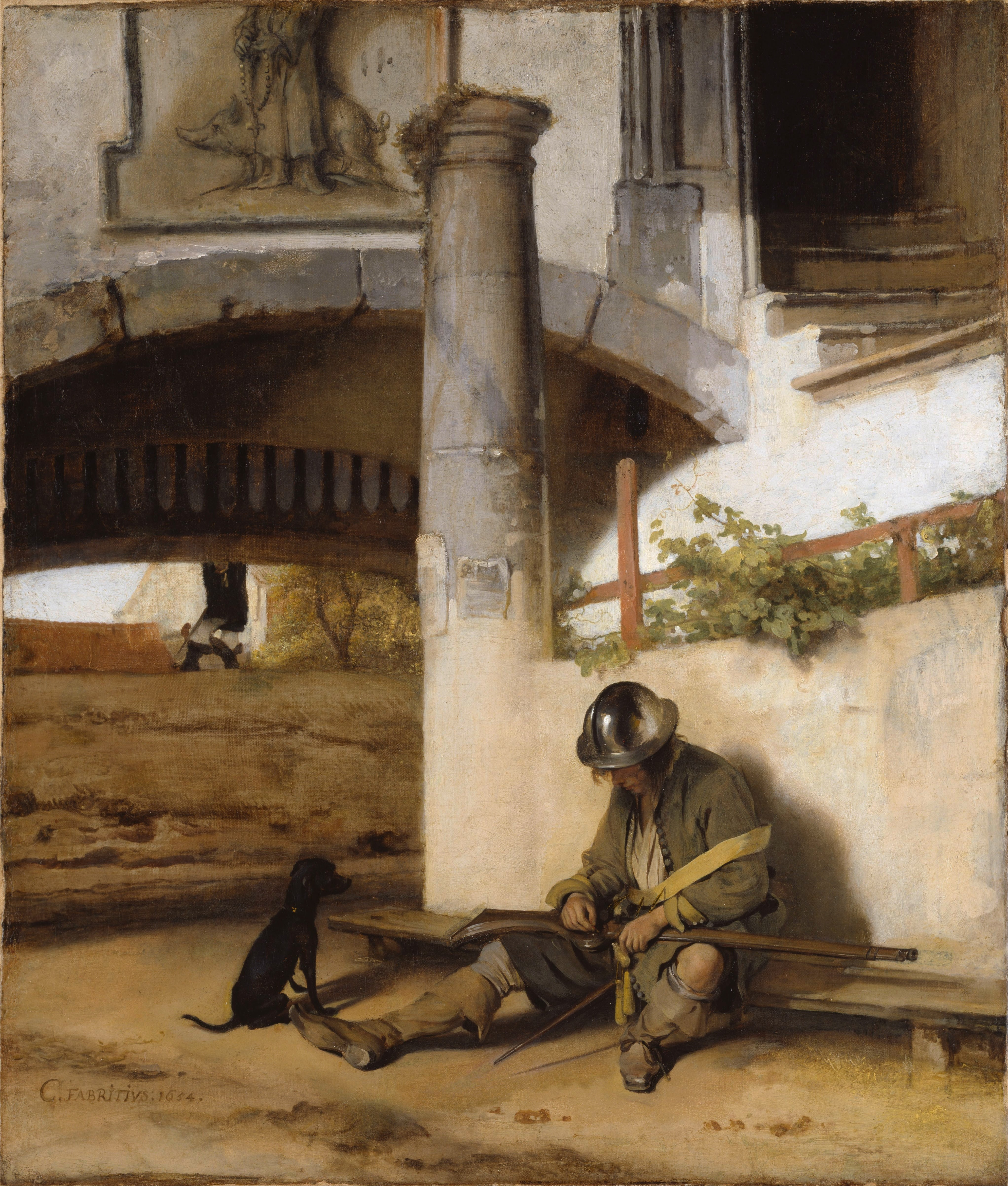
Carel Fabritius : La Sentinelle, 1654
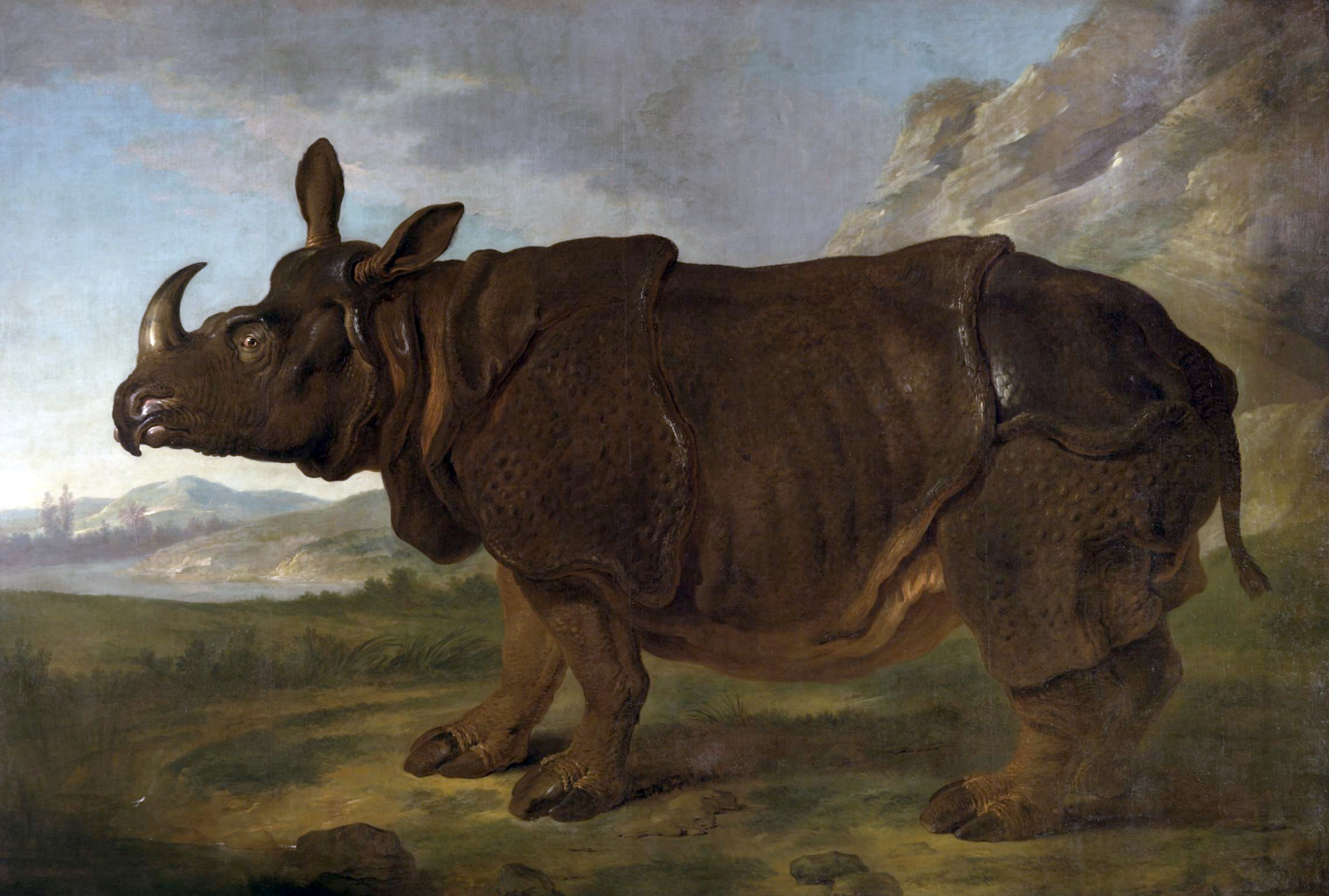
Jean-Baptiste Oudry : Le rhinocéros Clara, 1749. 310 x 456 cm
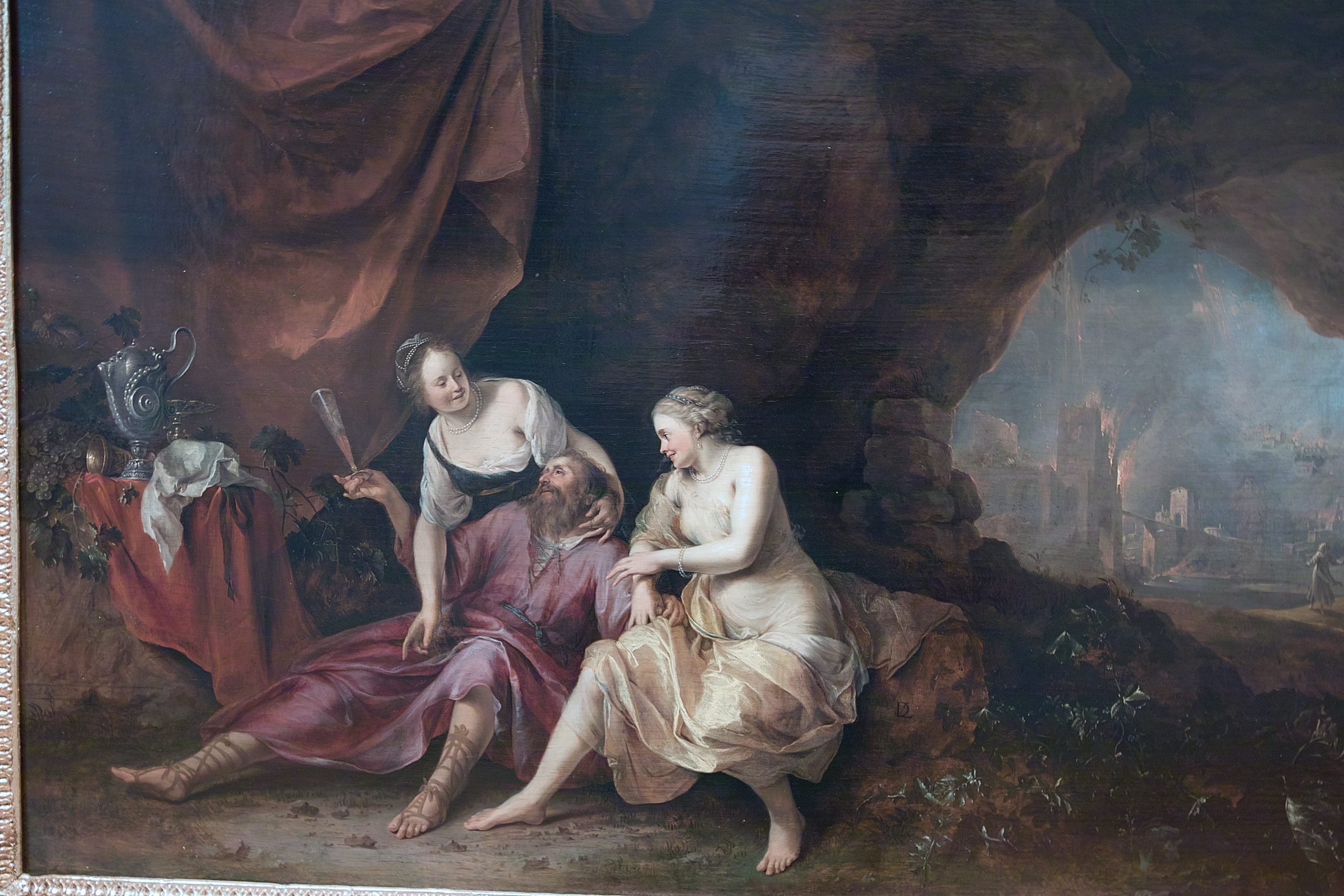
Dirck van der Lisse : Loth et ses filles

Le musée est membre de la Conférence des institutions culturelles nationales (de) qui regroupe plus d'une vingtaine d'institutions culturelles de l'ancienne Allemagne de l'Est.

## Bibliographie

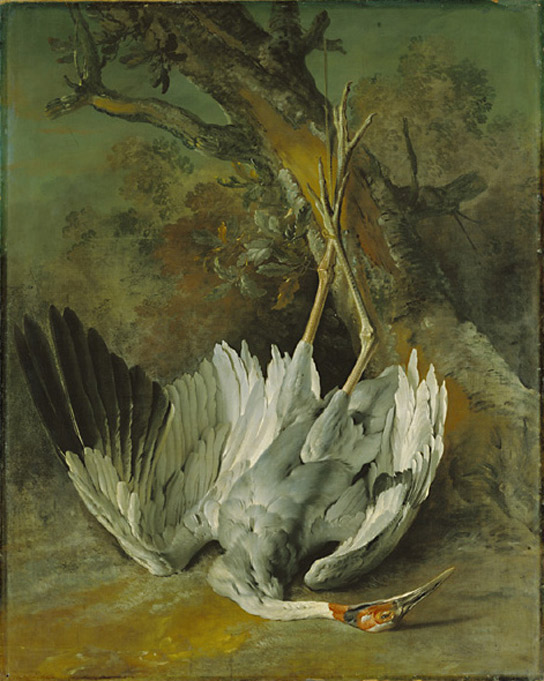
Jean-Baptiste Oudry : Grue morte (1745).